# Taizz kormányzóság

Taizz kormányzóság elhelyezkedése Jemenen belül

Taizz kormányzóság (arabul محافظة تعز [Muḥāfaẓat Taʿizz]) Jemen huszonegy kormányzóságának legnépesebbike. Az ország délnyugati részén, a Vörös-tenger partján fekszik. Hozzá tartozik a tengert az Indiai-óceántól elválasztó Báb el-Mandeb keleti partja, illetve a szorosban lévő Perim-sziget. Nyugaton a tenger, északon el-Hudajda, északkeleten Ibb, keleten ed-Dáli, délkeleten és délen pedig Lahidzs kormányzóság határolja. Székhelye Taizz városa. Területe 11 573 km², népessége a 2004-es népszámlálási adatok szerint 2 393 425 fő.

## Fordítás
Ez a szócikk részben vagy egészben  a   Governorates of Yemen című angol Wikipédia-szócikk ezen változatának fordításán alapul.  Az eredeti cikk szerkesztőit annak laptörténete sorolja fel. Ez a jelzés csupán a megfogalmazás eredetét és a szerzői jogokat jelzi, nem szolgál a cikkben szereplő információk forrásmegjelöléseként.